# Martin Maryland
Martin Model 167 byl bojový letoun zkonstruovaný americkou společností Glenn L. Martin, a užívaný v počátečním období druhé světové války letectvy Francie a Spojeného království jako lehký bombardovací a průzkumný. Britským letectvem mu bylo přiděleno bojové jméno Maryland, zatímco ve francouzských ozbrojených silách byl znám pod neoficiální přezdívkou Glenn.

## Vznik a vývoj
Jedná se o dvoumotorový celokovový středoplošník s tříčlennou posádkou, vzniklý na základě požadavků Circular Proposal 38-385 vypsaných v druhé polovině roku 1937 United States Army Air Corps na lehký bombardovací a útočný letoun, který měl nahradit zastarávající Curtiss A-18 Shrike. Společnost Martin se soutěže účastnila s dvěma návrhy, Modelem 167, který byl USAAC veden pod označením XA-22, a Model 187, USAAC označeným jako XA-23. Ani jeden z projektů firmy Martin nebyl nakonec americkými ozbrojenými silami přijat do výzbroje (vítězem se stal prototyp DB-7 společnosti Douglas), ale o Martin Model 167 v lednu 1939 projevila zájem francouzská nákupní komise, vyslaná v souvislosti s vyostřující se situací v Evropě získat moderní stroje pro Francouzské letectvo.
Francie tak již před vzletem prototypu objednala 115 kusů, mírně se od prototypu (Model 167W) lišících instalací motorů Wright R-1820-9 Cyclone a přístrojového vybavení s metrickými stupnicemi, označených výrobcem jako Model 167F a uživatelem jako Glenn Martin 167 A.3. Zákazníkem začaly být vyrobené stroje přejímány v listopadu 1939, vzhledem k americkým zákonným předpisům, které do té doby blokovaly jejich export do válčící země. Z následující zakázky na dalších 100 kusů již Francie převzala jen 25 letadel předtím než v roce 1940 skončily boje na západní frontě.
Zbytek francouzské zakázky pak převzalo Spojené království, které přejalo 32 kusů vyrobených podle původních francouzských technických specifikací (k přestavbě na britský standard postupně docházelo až v Británii) a následující 43 již vybavené motory Pratt & Whitney R-1830 Twin Wasp, které užíval i prototyp, a přístrojovým vybavením dle britských standardů. Tyto stroje byly označeny výrobcem Model 167B a uživatelem jako Maryland Mk. I. V prosinci 1940 pak následovala zakázka na dalších 149 kusů, vybavených motorem R-1830 S3C4 G s dvoustupňovým kompresorem, označených jako Maryland Mk. II.

## Bojové nasazení

### Francie
Francouzské letectvo nasadilo, počínaje lednem 1940, typ v sestavě celkem čtyř Groupes de bombardement (bombardovacích skupin) na západní frontě, zejména v průběhu bitvy o Francii, během níž bylo 18 strojů ztraceno, a po uzavření francouzsko-německého příměří byly přeživší stroje, evakuované do francouzských zámořských kolonií, nadále užívány leteckými silami věrnými vládě ve Vichy. V jejích službách se zúčastnily bombardování Gibraltaru v odvetu za britský útok na francouzské loďstvo v Mers el Kébir a bojů proti spojeneckým silám obsazujícím Sýrii. Poslední zbylé kusy pak byly bojově nasazeny ještě při obraně proti spojeneckému vylodění v severní Africe v roce 1942.
Typ byl používán také leteckou jednotkou Forces françaises libres Groupe de bombardement „Bretagne“, pokračující v boji na straně Británie.

### Britské společenství

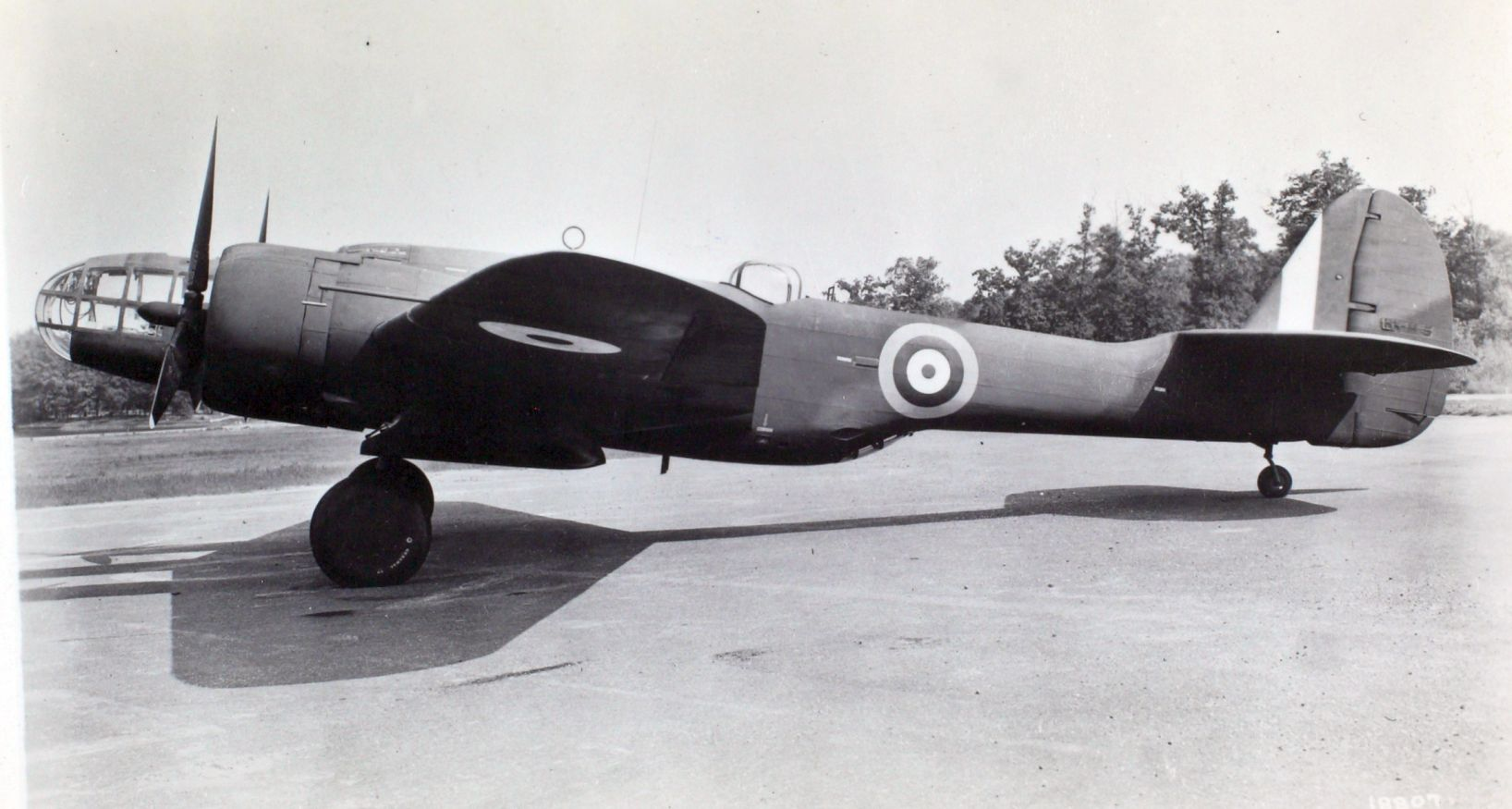
Martin Maryland Mk.I, RAF

Letadla přejatá britským Royal Air Force byla většinou odeslána přímo do oblasti Středomoří a zde nasazena jako bombardovací, ale i v průzkumné roli jak nad pevninou tak nad Středozemním mořem. Například již v listopadu 1940 z ostrova Malta startující Marylandy 431. průzkumné letky RAF provedly průzkum předcházející útoku na italské loďstvo v Tarantu i pozorování výsledků náletu následujícího dne.
Jeden z pilotů operujících s Marylandy z Malty, F/O Adrian Warburton, získal neoficiální status esa, poté co, během průzkumných misí, kulomety v křídle Marylandu, sestřelil nejméně osm strojů protivníka.
Významným uživatelem Marylandů na středomořském bojišti se stalo i Jihoafrické letectvo, které je zde užívalo dokonce ve větším počtu než RAF.
Začátkem roku 1942 začínají být Marylandy na Blízkém východě postupně vyřazovány z bojové služby.
Na britských ostrovech dislokované Marylandy byly od počátku užívány převážně k různým pomocným nebojovým rolím, například vlekání terčů u jednotek Fleet Air Arm, ale osádka jednoho ze strojů průzkumné 771. perutě FAA se zúčastnila pátrání po německé bitevní lodi Bismarck.

## Uživatelé
- Francie
  - Armée de l'Air
  - Aéronavale

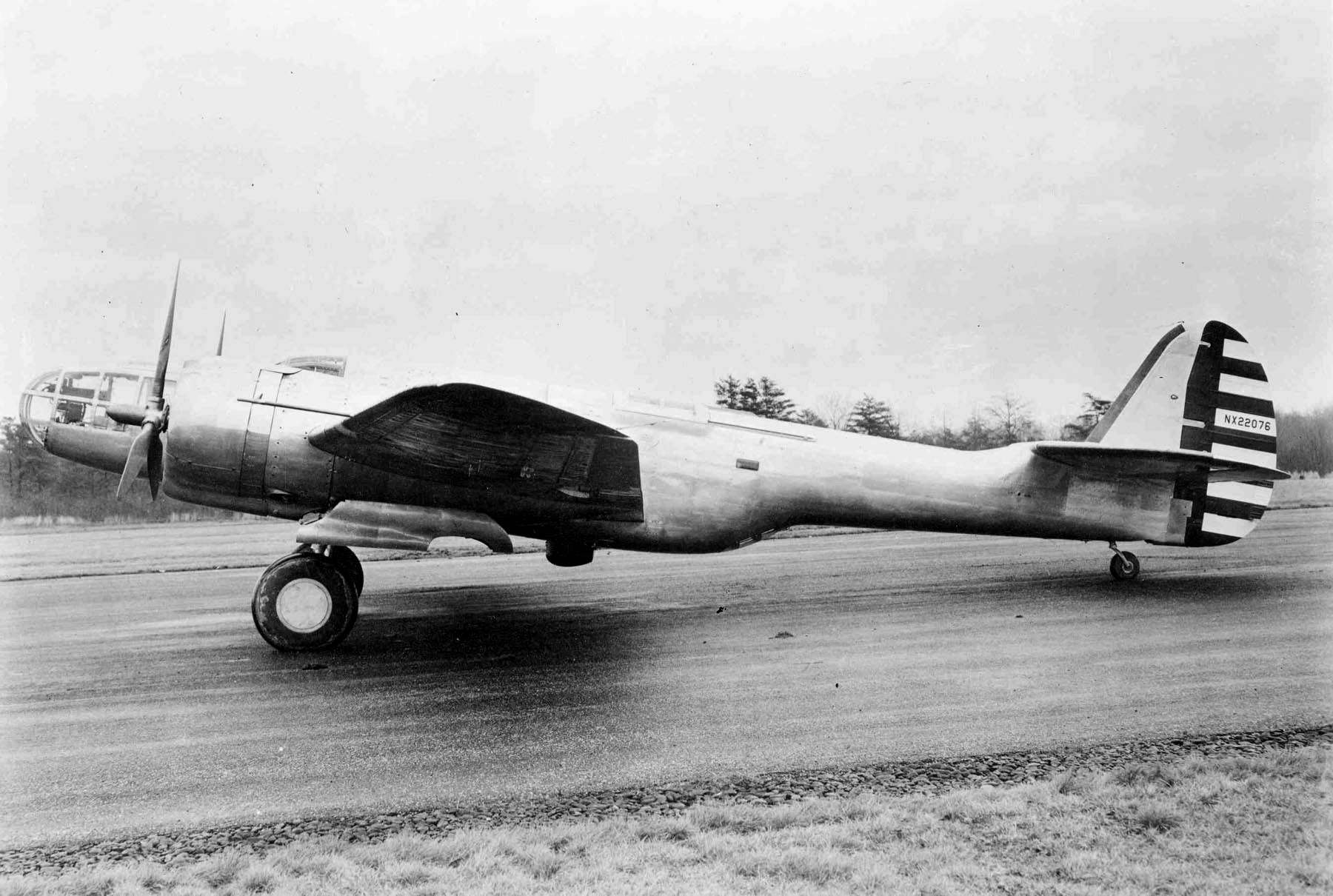
Prototyp Martin XA-22

  - Forces aériennes françaises libres

- Jihoafrická unie
  - South African Air Force

- Spojené království
  - Royal Air Force
  - Fleet Air Arm

## Specifikace (Maryland Mk. II)

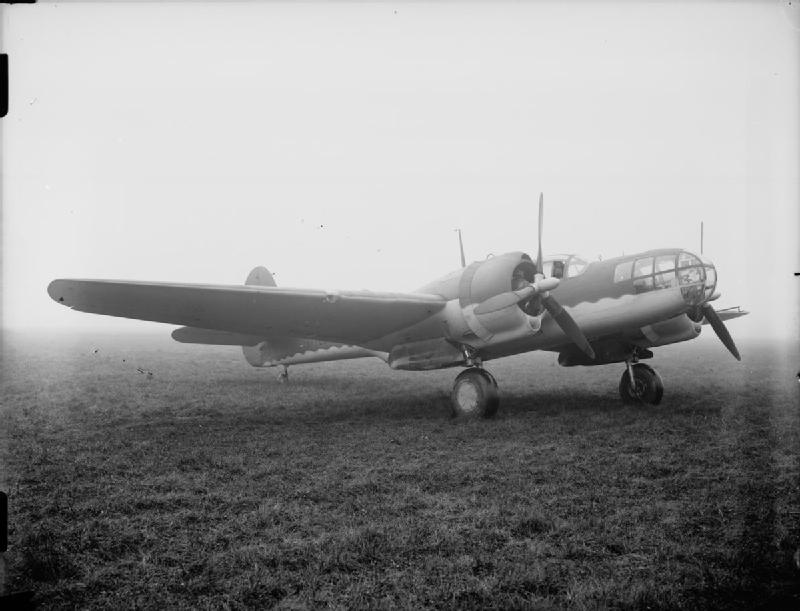
Martin Model 167 Maryland Mk.I (AR703)

Údaje dle

### Technické údaje
- Posádka: 3
- Rozpětí: 18,69 m
- Délka: 14,22 m
- Výška: 3,05 m
- Nosná plocha:
- Hmotnost prázdného letounu: 4800 kg
- Vzletová hmotnost: 6940 kg
- Pohonná jednotka: 2 × dvouhvězdicový motor Pratt & Whitney R-1830-S3C4 G Twin Wasp
- Výkon pohonné jednotky: 895 kW (1200 hp)

### Výkony
- Maximální rychlost:485 km/h
- Dostup: 9448 m
- Dolet: 2070 km (až 2896 km bez nesené výzbroje)

### Výzbroj
- 4 × pevný kulomet Browning ráže 7,7 mm v náběžné hraně křídla, po jednom pohyblivě lafetovaném kulometu Vickers K ve věži na hřbetě a střelišti v prosazení na spodku trupu,[p 1]
- 820 kg pum v trupové pumovnici.